# Göran Greider
Por Göran Greider (registrado Grejder), nació el 12 de diciembre de 1959 , en Västra Vingåker parroquia en Södermanland, es un autor, poeta, polemista , y periodista sueco.
Greider es, desde 1999, el redactor jefe del periódico socialista e independiente Dala-Demokraten y a menudo participa en debates públicos. Escribe crónicas en el periódico gratuito Metro y es editorialista en el periódico , ETC. 1989-2001, fue la fuerza impulsora detrás de la revista BIEN.

## Autoría
Göran Greider hizo su debut en 1981 con la colección En la ventana de la gana a la soledad a cabo, y desde entonces ha publicado una docena de libros de poesía, así como ensayos, libros de debates, y un gran número de artículos de prensa. Él comparte su trabajo con sus valores tradicionales, además de su planteamiento ideológico que caracteriza tanto a la poesía y a la prosa escrita por él.
Göran Greider fue galardonado con el Stig Sjödinpriset en el año 1997.

## Greider en otros medios de comunicación
Veckans Affärer ha sido nombrado como uno de los diez personajes con más influencia de opiniones de Suecia.[cita requerida] También ha participado en el programa de radio de los Scouts, y a menudo participan en el panel en el buenos días, mundo! en Sveriges Radio P1 , y en general también suelen comentar los eventos de la semana en TV4:s morgonsoffa los viernes. Greider ha tenido mucho interés, directa o indirectamente, a la tensión así, por ejemplo, en los medios de difusión - que pertenece a los social Demócratas de izquierdas. Se dice que en algún momento han utilizado el término "Greiderism" como un término genérico en sus políticas, sociales y opiniones.[cita requerida]
Göran Greider compitió en la TELEVISIÓN sueca En la pista junto con Zinat Pirzadeh durante la temporada 19 (2008/09). Ellos fueron los últimos en su grupo.